# Sven Loll
Sven Loll (n. 4 aprilie 1964, Berlin, RDG) este un judocan ce a reprezentat Germania, medaliat olimpic. A participat la o ediție a Jocurilor Olimpice (1988) în care a câștigat o medalie de argint.

## Participări
Lista de mai jos prezintă principalele competiții la care a participat Sven Loll de-a lungul carierei.
- judo at the 1988 Summer Olympics – men's 71 kg[*]